# 布赫山脊
布赫山脊（Dorsum Bucher）是月球上位于风暴洋与雨海交界处的一道皱岭，其中心月面坐标为，全长90公里，其名称取自德裔美籍地质学家及古生物学家沃尔特·赫尔曼·布赫（Walter Hermann Bucher，1888年3月12日-1965年2月17日），1976年该名称被国际天文联合会正式批准接受。